# Карабулак (Мартуцький район)
Карабула́к (каз. Қарабұлақ) — село у складі Мартуцького району Актюбінської області Казахстану. Входить до складу Аккудицького сільського округу.
До 2011 року село називалось Степ.
Населення — 56 осіб (2021; 113 у 2009, 176 у 1999, 306 у 1989).